# Herb Australii
Herb Australii – jeden z oficjalnych symboli Australii nadany w 1912 roku. 

## Opis
Herb został nadany w 1912 roku przez króla Jerzego V. Sześciopolową tarczę z herbami stanów, otoczonymi bordiurą gronostajową podtrzymują kangur i emu. Nad nią, na niebiesko-złotym zawoju, umieszczona jest siedmioramienna złota gwiazda. Za tarczą i zwierzętami umieszczone są kwitnące gałęzie australijskiej akacji. Pod tarczą wstęga z napisem nazwy państwa.
W niektórych restauracjach podawane jest danie nazywane Coat of Arms (czyli po prostu herb) zazwyczaj są to dwa kawałki mięsa: kangurze po lewej stronie talerza, emu po prawej stronie i sałatka lub warzywa pośrodku.